# Конституция Кабардино-Балкарской Республики
Конституция Кабардино-Балкарской Республики — основной закон Республики Кабардино-Балкария в составе Российской Федерации. Принята Парламентом Кабардино-Балкарской Республики 1 сентября 1997 года.

## Описание
Состоит из преамбулы, 2 разделов, 10 глав и 139 статей. Преамбула гласит:

Мы, полномочные представители исторически объединившегося в единое государство многонационального народа Кабардино-Балкарской Республики, сознавая свою ответственность перед народом за сохранение единства республики, гражданского мира и согласия, выражая приверженность идеалам социальной справедливости, демократии и правового государства, признавая приоритет общечеловеческих ценностей и норм международного права, прав и свобод человека и гражданина, исходя из общепризнанных принципов равноправия и самоопределения народов, стремясь к созданию благоприятных условий для свободного развития всех граждан республики, принимаем Конституцию Кабардино-Балкарской Республики.

## История
Внесено около 10 поправок. В редакции, принятой Конституционным Собранием 12 июля 2006 года, республиканских законов от 28 июля 2001 года № 74-РЗ, от 2 июля 2003 года № 61-РЗ, от 12 июля 2005 года № 52-РЗ, от 13 июля 2006 года № 48-РЗ.
Конституционное собрание Кабардино-Балкарии внесло ряд изменений в основополагающие статьи Основного закона республики (I, II, X) и приняло его новую редакцию. Изменения были внесены на рассмотрение парламента республики президентом КБР Арсеном Каноковым и получили одобрение со стороны законодательного органа Кабардино-Балкарии. Среди внесенных изменений — исключение их Основного закона такого термина, как «граждане КБР», а также отмена нормы, когда поправки в основополагающие статьи Конституции республики могут быть внесены только после созыва Конституционного собрания. Теперь такие полномочия переданы парламенту республики, который может принимать поправки двумя третями голосов.